# Сезар (кинопремия, 1994)
19-я церемония вручения наград премии «Сезар» (также известной как Ночь Сезара (фр. Nuit des César)) за заслуги в области французского кинематографа за 1993 год состоялась 26 февраля 1994 года в театре Елисейских Полей (Париж, Франция). Президентом церемонии выступил актёр Жерар Депардьё.
Комедия Алена Рене — «Курить/Не курить» была удостоена пяти наград (из девяти номинаций), в том числе за лучший фильм и лучшую режиссуру.

## Список лауреатов и номинантов
Количество наград/номинаций:
- 2/12: «Жерминаль»
- 5/9: «Курить/Не курить»
- 3/9: «Три цвета: Синий»
- 1/9: «Пришельцы»
- 0/7: «Любимое время года»
- 2/5: «Раз, два, три... замри!»
- 1/3: «В нормальных людях нет ничего исключительного»
- 0/3: «Праздник»
- 0/2: «Пуп земли» / «Нежная мишень» / «Метиска»
- 1/1: «Все об этом» / «Аромат зелёной папайи» / «Gueule d'atmosphère» / «Пианино»

### Основные категории
• Лауреаты выделены отдельным цветом. 
| Категории                                       | Лауреаты и номинанты                                                                        | Лауреаты и номинанты                                                               | Лауреаты и номинанты                                                               |                                                                           |
| ----------------------------------------------- | ------------------------------------------------------------------------------------------- | ---------------------------------------------------------------------------------- | ---------------------------------------------------------------------------------- | ------------------------------------------------------------------------- |
| Лучший фильм                                    | • Курить/Не курить / Smoking/No Smoking (режиссёр: Ален Рене)                               | • Курить/Не курить / Smoking/No Smoking (режиссёр: Ален Рене)                      | • Курить/Не курить / Smoking/No Smoking (режиссёр: Ален Рене)                      |                                                                           |
| Лучший фильм                                    | • Три цвета: Синий / Trois couleurs: Bleu (режиссёр: Кшиштоф Кесьлёвский)                   |                                                                                    |                                                                                    |                                                                           |
| Лучший фильм                                    | • Жерминаль / Germinal (режиссёр: Клод Берри)                                               |                                                                                    |                                                                                    |                                                                           |
| Лучший фильм                                    | • Пришельцы / Les Visiteurs (режиссёр: Жан-Мари Пуаре)                                      |                                                                                    |                                                                                    |                                                                           |
| Лучший фильм                                    | • Любимое время года / Ma saison préférée (режиссёр: Андре Тешине)                          |                                                                                    |                                                                                    |                                                                           |
| Лучший режиссёр                                 |                                                                                             | • Ален Рене за фильм «Курить/Не курить»                                            | • Ален Рене за фильм «Курить/Не курить»                                            |                                                                           |
| Лучший режиссёр                                 | • Кшиштоф Кесьлёвский — «Три цвета: Синий»                                                  |                                                                                    |                                                                                    |                                                                           |
| Лучший режиссёр                                 | • Клод Берри — «Жерминаль»                                                                  |                                                                                    |                                                                                    |                                                                           |
| Лучший режиссёр                                 | • Жан-Мари Пуаре — «Пришельцы»                                                              |                                                                                    |                                                                                    |                                                                           |
| Лучший режиссёр                                 | • Андре Тешине — «Любимое время года»                                                       |                                                                                    |                                                                                    |                                                                           |
| Лучший режиссёр                                 | • Бертран Блие — «Раз, два, три... замри!»                                                  |                                                                                    |                                                                                    |                                                                           |
| Лучший актёр                                    |                                                                                             | • Пьер Ардити — «Курить/Не курить» (за роль Тоби Тисделя (и ещё 3 роли))           | • Пьер Ардити — «Курить/Не курить» (за роль Тоби Тисделя (и ещё 3 роли))           |                                                                           |
| Лучший актёр                                    | • Даниэль Отёй — «Любимое время года» (за роль Антуана)                                     |                                                                                    |                                                                                    |                                                                           |
| Лучший актёр                                    | • Мишель Бужена (фр.) — «Пуп земли» (фр.) (за роль Бажу)                                    |                                                                                    |                                                                                    |                                                                           |
| Лучший актёр                                    | • Кристиан Клавье — «Пришельцы» (за роль Жакуя Пройдохи / Жака-Анри Жакара)                 |                                                                                    |                                                                                    |                                                                           |
| Лучший актёр                                    | • Жан Рено — «Пришельцы» (за роль Годфруа де Монмирая)                                      |                                                                                    |                                                                                    |                                                                           |
| Лучшая актриса                                  |                                                                                             | • Жюльет Бинош — «Три цвета: Синий» (за роль Жюли Виньон-де Кюрси)                 | • Жюльет Бинош — «Три цвета: Синий» (за роль Жюли Виньон-де Кюрси)                 |                                                                           |
| Лучшая актриса                                  | • Сабина Азема — «Курить/Не курить» (за роль Силии Тисдель (и ещё 4 роли))                  |                                                                                    |                                                                                    |                                                                           |
| Лучшая актриса                                  | • Жозиан Баласко — «Не всем повезло с родителями-коммунистами» (фр.) (за роль Ирен)         |                                                                                    |                                                                                    |                                                                           |
| Лучшая актриса                                  | • Катрин Денёв — «Любимое время года» (за роль Эмили)                                       |                                                                                    |                                                                                    |                                                                           |
| Лучшая актриса                                  | • Анук Гринбер — «Раз, два, три... замри!» (за роль Викторины)                              |                                                                                    |                                                                                    |                                                                           |
| Лучшая актриса                                  | • Миу-Миу — «Жерминаль» (за роль Маэд)                                                      |                                                                                    |                                                                                    |                                                                           |
| Лучший актёр второго плана                      |                                                                                             | • Фабрис Лукини — «Все об этом» (фр.) (за роль Фабриса Ленормана)                  | • Фабрис Лукини — «Все об этом» (фр.) (за роль Фабриса Ленормана)                  |                                                                           |
| Лучший актёр второго плана                      | • Дидье Безас (фр.) — «Между двух огней» (за роль комиссара Карре)                          |                                                                                    |                                                                                    |                                                                           |
| Лучший актёр второго плана                      | • Жан-Пьер Дарруссен — «Кухня и зависимость» (фр.) (за роль Фреда)                          |                                                                                    |                                                                                    |                                                                           |
| Лучший актёр второго плана                      | • Тома Лангманн — «Пуп земли» (за роль Марселя)                                             |                                                                                    |                                                                                    |                                                                           |
| Лучший актёр второго плана                      | • Жан-Роже Мило (фр.) — «Жерминаль» (за роль Антуана Шаваля)                                |                                                                                    |                                                                                    |                                                                           |
| Лучшая актриса второго плана                    |                                                                                             | • Валери Лемерсье — «Пришельцы» (за роль Френегонды де Пуй / Беатрисы де Монмирай) | • Валери Лемерсье — «Пришельцы» (за роль Френегонды де Пуй / Беатрисы де Монмирай) |                                                                           |
| Лучшая актриса второго плана                    | • Мириам Буайе (фр.) — «Раз, два, три... замри!» (за роль Даниэлы Ласпады)                  |                                                                                    |                                                                                    |                                                                           |
| Лучшая актриса второго плана                    | • Жюдит Анри (фр.) — «Жерминаль» (за роль Катрин Маэ)                                       |                                                                                    |                                                                                    |                                                                           |
| Лучшая актриса второго плана                    | • Мари Трентиньян — «Праздник» (фр.) (за роль Люси)                                         |                                                                                    |                                                                                    |                                                                           |
| Лучшая актриса второго плана                    | • Марта Виллалонга (фр.) — «Любимое время года» (за роль Берты)                             |                                                                                    |                                                                                    |                                                                           |
| Самый многообещающий актёр                      |                                                                                             | • Оливье Мартинес — «Раз, два, три... замри!»                                      | • Оливье Мартинес — «Раз, два, три... замри!»                                      |                                                                           |
| Самый многообещающий актёр                      | • Гийом Депардьё — «Нежная мишень» (фр.)                                                    |                                                                                    |                                                                                    |                                                                           |
| Самый многообещающий актёр                      | • Матьё Кассовиц — «Метиска» (фр.)                                                          |                                                                                    |                                                                                    |                                                                           |
| Самый многообещающий актёр                      | • Мельвиль Пупо — «В нормальных людях нет ничего исключительного» (фр.)                     |                                                                                    |                                                                                    |                                                                           |
| Самый многообещающий актёр                      | • Кристофер Томпсон — «Праздник»                                                            |                                                                                    |                                                                                    |                                                                           |
| Самая многообещающая актриса                    |                                                                                             | • Валерия Бруни-Тедески — «В нормальных людях нет ничего исключительного»          | • Валерия Бруни-Тедески — «В нормальных людях нет ничего исключительного»          | • Валерия Бруни-Тедески — «В нормальных людях нет ничего исключительного» |
| Самая многообещающая актриса                    | • Виржини Ледуайен — «Праздник»                                                             |                                                                                    |                                                                                    |                                                                           |
| Самая многообещающая актриса                    | • Кьяра Мастроянни — «Любимое время года»                                                   |                                                                                    |                                                                                    |                                                                           |
| Самая многообещающая актриса                    | • Флоранс Пернель — «Три цвета: Синий»                                                      |                                                                                    |                                                                                    |                                                                           |
| Самая многообещающая актриса                    | • Карин Виар — «Плыть по-индейски» (фр.)                                                    |                                                                                    |                                                                                    |                                                                           |
| Лучший оригинальный или адаптированный сценарий | Жан-Пьер Бакри                                                                              | • Жан-Пьер Бакри и Аньес Жауи — «Курить/Не курить»                                 | Аньес Жауи                                                                         |                                                                           |
| Лучший оригинальный или адаптированный сценарий | Жан-Пьер Бакри                                                                              | • Кшиштоф Кесьлёвский и Кшиштоф Песевич (польск.) — «Три цвета: Синий»             | Аньес Жауи                                                                         |                                                                           |
| Лучший оригинальный или адаптированный сценарий | Жан-Пьер Бакри                                                                              | • Клод Берри и Арлетт Лангманн (фр.) — «Жерминаль»                                 | Аньес Жауи                                                                         |                                                                           |
| Лучший оригинальный или адаптированный сценарий | Жан-Пьер Бакри                                                                              | • Кристиан Клавье и Жан-Мари Пуаре — «Пришельцы»                                   | Аньес Жауи                                                                         |                                                                           |
| Лучший оригинальный или адаптированный сценарий | Жан-Пьер Бакри                                                                              | • Паскаль Боницер и Андре Тешине — «Любимое время года»                            | Аньес Жауи                                                                         |                                                                           |
| Лучшая музыка к фильму                          |                                                                                             | • Халед за музыку к фильму «Раз, два, три... замри!»                               | • Халед за музыку к фильму «Раз, два, три... замри!»                               |                                                                           |
| Лучшая музыка к фильму                          | • Збигнев Прайснер — «Три цвета: Синий»                                                     |                                                                                    |                                                                                    |                                                                           |
| Лучшая музыка к фильму                          | • Жан-Луи Рок (фр.) — «Жерминаль»                                                           |                                                                                    |                                                                                    |                                                                           |
| Лучшая музыка к фильму                          | • Эрик Леви — «Пришельцы»                                                                   |                                                                                    |                                                                                    |                                                                           |
| Лучший монтаж                                   | • Жак Витта (фр.) — «Три цвета: Синий»                                                      | • Жак Витта (фр.) — «Три цвета: Синий»                                             | • Жак Витта (фр.) — «Три цвета: Синий»                                             |                                                                           |
| Лучший монтаж                                   | • Эрве Де Люс (фр.) — «Жерминаль»                                                           |                                                                                    |                                                                                    |                                                                           |
| Лучший монтаж                                   | • Катрин Кельбер — «Пришельцы»                                                              |                                                                                    |                                                                                    |                                                                           |
| Лучший монтаж                                   | • Альбер Юргенсон (фр.) — «Курить/Не курить»                                                |                                                                                    |                                                                                    |                                                                           |
| Лучшая работа оператора                         | • Ив Анжело — «Жерминаль»                                                                   | • Ив Анжело — «Жерминаль»                                                          | • Ив Анжело — «Жерминаль»                                                          |                                                                           |
| Лучшая работа оператора                         | • Славомир Идзяк — «Три цвета: Синий»                                                       |                                                                                    |                                                                                    |                                                                           |
| Лучшая работа оператора                         | • Ренато Берта — «Курить/Не курить»                                                         |                                                                                    |                                                                                    |                                                                           |
| Лучшие декорации                                | • Жак Солнье (фр.) — «Курить/Не курить»                                                     | • Жак Солнье (фр.) — «Курить/Не курить»                                            | • Жак Солнье (фр.) — «Курить/Не курить»                                            |                                                                           |
| Лучшие декорации                                | • Хоанг Тан Эт и Кристиан Марти (фр.) — «Жерминаль»                                         |                                                                                    |                                                                                    |                                                                           |
| Лучшие декорации                                | • Жак Бюфнуар — «Жюстина Труве или внебрачный ребёнок бога» (фр.)                           |                                                                                    |                                                                                    |                                                                           |
| Лучшие костюмы                                  | • Каролин Де Вивэз, Сильви Готреле, Мойдель Бикель (нем.) — «Жерминаль»                     | • Каролин Де Вивэз, Сильви Готреле, Мойдель Бикель (нем.) — «Жерминаль»            | • Каролин Де Вивэз, Сильви Готреле, Мойдель Бикель (нем.) — «Жерминаль»            |                                                                           |
| Лучшие костюмы                                  | • Катрин Летерье (фр.) — «Пришельцы»                                                        |                                                                                    |                                                                                    |                                                                           |
| Лучшие костюмы                                  | • Франка Скуарчапино — «Луи, король — дитя» (фр.)                                           |                                                                                    |                                                                                    |                                                                           |
| Лучший звук                                     | • Вильям Флажоле (фр.) и Жан-Клод Лоро (фр.) — «Три цвета: Синий»                           | • Вильям Флажоле (фр.) и Жан-Клод Лоро (фр.) — «Три цвета: Синий»                  | • Вильям Флажоле (фр.) и Жан-Клод Лоро (фр.) — «Три цвета: Синий»                  |                                                                           |
| Лучший звук                                     | • Пьер Гаме (фр.) и Доминик Эннекен (фр.) — «Жерминаль»                                     |                                                                                    |                                                                                    |                                                                           |
| Лучший звук                                     | • Бернар Батс (фр.) и Жерар Лампс (фр.) — «Курить/Не курить»                                |                                                                                    |                                                                                    |                                                                           |
| Лучшая дебютная работа                          | • «Аромат зелёной папайи» — режиссёр: Чан Ань Хунг                                          | • «Аромат зелёной папайи» — режиссёр: Чан Ань Хунг                                 | • «Аромат зелёной папайи» — режиссёр: Чан Ань Хунг                                 |                                                                           |
| Лучшая дебютная работа                          | • «Нежная мишень» — режиссёр: Пьер Сальвадори                                               |                                                                                    |                                                                                    |                                                                           |
| Лучшая дебютная работа                          | • «Сын акулы» — режиссёр: Аньес Мерле (фр.)                                                 |                                                                                    |                                                                                    |                                                                           |
| Лучшая дебютная работа                          | • «В нормальных людях нет ничего исключительного» — режиссёр: Лоранс Феррейра Барбоза (фр.) |                                                                                    |                                                                                    |                                                                           |
| Лучшая дебютная работа                          | • «Метиска» — режиссёр: Матьё Кассовиц                                                      |                                                                                    |                                                                                    |                                                                           |
| Лучший короткометражный фильм                   | • Gueule d'atmosphère (режиссёр: Оливье Перай)                                              | • Gueule d'atmosphère (режиссёр: Оливье Перай)                                     | • Gueule d'atmosphère (режиссёр: Оливье Перай)                                     |                                                                           |
| Лучший короткометражный фильм                   | • Как действуют люди / Comment font les gens (режиссёр: Паскаль Байи)                       |                                                                                    |                                                                                    |                                                                           |
| Лучший короткометражный фильм                   | • Empreintes (режиссёр: Камилль Гишар)                                                      |                                                                                    |                                                                                    |                                                                           |
| Лучший короткометражный фильм                   | • Ex-memoriam (режиссёр: Берью)                                                             |                                                                                    |                                                                                    |                                                                           |
| Лучший иностранный фильм                        | • Пианино / The Piano (Новая Зеландия, Австралия, Франция, режиссёр Джейн Кэмпион)          | • Пианино / The Piano (Новая Зеландия, Австралия, Франция, режиссёр Джейн Кэмпион) | • Пианино / The Piano (Новая Зеландия, Австралия, Франция, режиссёр Джейн Кэмпион) |                                                                           |
| Лучший иностранный фильм                        | • Прощай, моя наложница / 霸王別姬 (Гонконг, Китай, реж. Чэнь Кайгэ)                        |                                                                                    |                                                                                    |                                                                           |
| Лучший иностранный фильм                        | • Загадочное убийство в Манхэттене / Manhattan Murder Mystery (США, реж. Вуди Аллен)        |                                                                                    |                                                                                    |                                                                           |
| Лучший иностранный фильм                        | • Град камней / Raining Stones (Великобритания, реж. Кен Лоуч)                              |                                                                                    |                                                                                    |                                                                           |
| Лучший иностранный фильм                        | • Шустрая / The Snapper (Великобритания, реж. Стивен Фрирз)                                 |                                                                                    |                                                                                    |                                                                           |

### Специальная награда
| Почётный «Сезар» |  | • Жан Карме |